# 1980 în științifico-fantastic
- 1979 în științifico-fantastic — 1980 în științifico-fantastic — 1981 în științifico-fantastic

1980 în științifico-fantastic a implicat o serie de evenimente:

## Nașteri și decese

### Nașteri
- Jennifer Benkau
- Michał Cholewa
- Michael Diel
- Kameron Hurley

### Decese
- John Collier (n. 1901)
- Romain Gary (Pseudonimul lui Roman Kacew) (n. 1914)
- Tom Godwin (n. 1915)
- Friedrich Hecht  (n. 1903)
- Manfred Langrenus (Pseudonimul lui Friedrich Hecht) (n. 1903)
- Robert W. Krepps (Geoff St. Reynard, n. 1919)
- Barry P. Miller (n. 1939)
- Gerhard Naundorf (n. 1909)
- Kris Neville (n. 1925)
- Joseph Samachson (n. 1906)
- Lawrence Schoonover (n. 1906)
- Robert Stallman (n. 1930)
- George R. Stewart (n. 1895)
- Arthur Tofte (n. 1902)
- Roger Lee Vernon (n. 1924)
- Wallace West (n. 1900)

## Filme
| Titlu                   | Regizor            | Distribuție                                                   | Țara                                                                               | Sub-Gen /Note |
| ----------------------- | ------------------ | ------------------------------------------------------------- | ---------------------------------------------------------------------------------- | ------------- |
| Alien Contamination     | Luigi Cozzi        | Ian McCulloch, Louise Marleau, Marino Masé                    | Germania de Vest · Italia                                                          |               |
| Alien Dead              | Fred Olen Ray      | Linda Lewis, Mike Bonavia                                     | Statele Unite ale Americii                                                         |               |
| Altered States          | Ken Russell        | William Hurt, Blair Brown, Bob Balaban                        | Statele Unite ale Americii                                                         |               |
| Battle Beyond the Stars | Jimmy Murakami     | Richard Thomas, Robert Vaughn, George Peppard, John Saxon     | Statele Unite ale Americii                                                         |               |
| The Day Time Ended      | John Cardos        | Jim Davis, Christopher Mitchum, Dorothy Malone                | Spania · Statele Unite ale Americii                                                |               |
| Death Watch             | Bertrand Tavernier | Romy Schneider, Harvey Keitel                                 | Franța · Germania de Vest                                                          |               |
| The Empire Strikes Back | Irvin Kershner     | Mark Hamill, Harrison Ford, Carrie Fisher, James Earl Jones   | Statele Unite ale Americii                                                         | [ 2 ]         |
| The Final Countdown     | Don Taylor         | Kirk Douglas, Martin Sheen, Katharine Ross                    | Statele Unite ale Americii                                                         |               |
| Flash Gordon            | Mike Hodges        | Sam J. Jones, Melody Anderson, Chaim Topol, Max von Sydow     | Statele Unite ale Americii · Regatul Unit al Marii Britanii și al Irlandei de Nord |               |
| Galaxina                | William Sachs      | Dorothy Stratten, Stephen Macht                               | Statele Unite ale Americii                                                         |               |
| Golem                   | Piotr Szulkin      | Henryk Bak, Mariusz Dmochowski, Wieslaw Drzewicz              | Polonia                                                                            | [ 3 ]         |
| Hangar 18               | James L. Conway    | Darren McGavin, Robert Vaughn, Gary Collins                   | Statele Unite ale Americii                                                         |               |
| Phoenix 2772            | Sugiyama Suguru    |                                                               | Japonia                                                                            | Film anime    |
| The Psychotronic Man    | Jack M. Sell       | Peter G. Spelson                                              | Statele Unite ale Americii                                                         |               |
| Saturn 3                | Stanley Donen      | Farrah Fawcett, Kirk Douglas, Harvey Keitel                   | Regatul Unit al Marii Britanii și al Irlandei de Nord · Statele Unite ale Americii |               |
| Superman II             | Richard Lester     | Christopher Reeve, Gene Hackman, Margot Kidder, Terence Stamp | Regatul Unit al Marii Britanii și al Irlandei de Nord · Statele Unite ale Americii |               |
| Toward the Terra        | Hideo Onchi        |                                                               | Japonia                                                                            | Film anime    |
| Virus                   | Kinji Fukasaku     | Masao Kusakari, Glenn Ford, Sonny Chiba, Chuck Connors        | Japonia                                                                            |               |
|                         |                    |                                                               |                                                                                    |               |

## Premii

### Premiul Hugo
Premiile Hugo decernate la Worldcon pentru cele mai bune lucrări apărute în anul precedent:
- Premiul Hugo pentru cel mai bun roman:[4] Fântânile Paradisului de Arthur C. Clarke
- Premiul Hugo pentru cea mai bună povestire:
- Premiul Hugo pentru cea mai bună prezentare dramatică:
- Premiul Hugo pentru cea mai bună revistă profesionistă:
- Premiul Hugo pentru cel mai bun fanzin:

### Premiul Nebula
Premiile Nebula acordate de Science Fiction and Fantasy Writers of America pentru cele mai bune lucrări apărute în anul precedent:
- Premiul Nebula pentru cel mai bun roman:[5] Timperfect de Gregory Benford
- Premiul Nebula pentru cea mai bună nuvelă:
- Premiul Nebula pentru cea mai bună povestire:

### Premiul Saturn
Premiile Saturn sunt acordate de Academy of Science Fiction, Fantasy and Horror Films:
- Premiul Saturn pentru cel mai bun film științifico-fantastic: Imperiul contraatacă, regizat de Irvin Kershner